# AKB48 重温时间 最佳曲目100 2010
AKB48 重溫時間 最佳曲目100 2010（日語：AKB48 リクエストアワー セットリストベスト100 2010）是日本女子組合AKB48在2010年1月20日至1月24日在SHIBUYA-AX舉辦的演唱会。「重溫時間 最佳曲目100」是AKB48自2008年每年都舉辦的活動，2010年是第3屆。

## 概要
- 在2009年9月舉行的「AKB48 夏之猴大嬸祭」中，披露將會在2010年1月21至24日在東京SHIBUYA-AX舉行「AKB48 重溫時間 最佳曲目100 2010」，而同時披露的第14張單曲「RIVER」會附送投票券[3][4][5]。
- 而這次演唱會亦同時在日本全國24間電影院同時播放，包括東京、神奈川、愛知、大阪、茨城、福岡[6][7][8][9]。
- 合資格的歌曲包括AKB48、SKE48及SDN48的歌曲，共255首[10]。而官方網站亦在投票期間開設網站供人試聽合資格的歌曲[11][12]。
- 根據2009年10月26日的中期結果，當時頭3名的歌曲分別是Maybe是藉口、10年櫻及大聲鑽石[13]
- 第1天共有8首新入選的歌曲，亦有1首重新入選的歌曲。此外，no3b第2張單碟的B面曲《Girl's talk》亦入選第89位。而安可曲則是以收錄在最新單曲，以Team PB（Team Playboy）名義的歌曲《遠距離海報》。
- 第2天有更多新入選的歌曲，走廊奔跑隊的3首歌曲亦在75位以內。而《誘惑的吊襪帶》則是作為SDN第一首歌曲入選。安可曲為同樣收錄在最新單曲並以Team PB作為對手，Team YJ（Young Jump）的《Choose me!》。
- 在第3天，由已進入休眠狀態的Chocolove from AKB48的第1首單曲《明天會有明天的你重新誕生》入選第50位，並由倉持明日香頂替空缺。而2008年獲得第1位的《櫻花的花瓣們》則已跌至32位。當天最後一首入選的歌曲是收錄在《驚喜之淚！》，由小野惠令奈獨唱的《FIRST LOVE》。安可時間則演出《馬路須加學園》的主題曲《真假搖滾》。
- 最後1天，SDN的歌曲《孤獨的跑者》獲得24位。而《Only today》、大島優子的獨唱曲《淚中帶笑》及《Bird》成為能夠連續3年入選頭25位的歌曲。no3b的歌曲《3seconds》成為排名最高的組合歌曲，而上年第1位的歌曲《初日》則獲得第8位。前6名的歌曲都是來自單曲，其中第14張單曲的B面曲《因為喜歡你》（第2位）比A面曲《RIVER》（第5位）的排名更高。而獲得第1位的歌曲是第1次總選舉的單曲《Maybe是借口》。而安可時間，成員唱出將會在2月17日發售的單曲《櫻花印記》。

## 曲目[14]
在100首入選的歌曲中，收錄在單曲的歌曲有8首。而在劇場公演方面，Team A公演歌曲有27首，Team K公演歌曲有20首，Team B公演歌曲有14首，向日葵組公演歌曲有11首。而SKE48有6首，SDN48有2首。此外，no3b的歌曲有5首，走廊奔跑隊有3首，而屬於其他小隊或單曲則有4首。
- 所有時間為日本時間。
- 舉行時間：入場時間17:00、出演時間18:00[15]

### 第1日
- 表演前播報：篠田麻里子

- 表演後播報：小嶋陽菜

### 第2日
- 表演前播報：大島優子

- 表演後播報：渡邊麻友

### 第3日
- 表演前播報：高橋南

- 表演後播報：板野友美

### 第4日
- 表演前播報：前田敦子

- 表演後播報：高橋南

## DVD
演唱會的DVD由AKS於2010年3月20日發售。DVD將會收錄4天演唱會的內容及幕後花絮。此外亦發售Premium Box，共有3個版本，分別以頭3名歌曲的服裝作為封面，而內容包括DVD、介紹100首入選歌曲的小冊子（共144頁）及5張生寫真。此外，小冊子亦會分開發售。
根據Oricon公信榜，DVD版本的最高排名為181名。

## 外部連結
- （日語）AKB官方網站（页面存档备份，存于）